# Plaza de la Diversidad Sexual
La Plaza de la Diversidad Sexual (Place de la diversité sexuelle) est située dans le quartier de la vieille ville de Montevideo (Uruguay). La place comprend un grand monolithe triangulaire en granit, une référence au triangle rose utilisé dans l'univers concentrationnaire nazi pour marquer les personnes homosexuelles et LGBT.

## Histoire
Le projet de création de la Plaza de la Diversidad Sexual est à l’initiative de huit groupes d'activistes : Grupo Diversidad, Grupo LGTTBI, Amnesty International Uruguay, la Bibliothèque LGTTBI, le Centre uruguayen de Recherche et d'Études interdisciplinaires sur la sexualité (CIEI-SU), les Sœurs de la Perpétuelle Indulgence, Rencontre œcuménique pour la libération des minorités sexuelles et l'Association des Lesbiennes uruguayennes. Le projet reçoit le soutien unanime du Parlement de Montevideo,.

## Monolithe

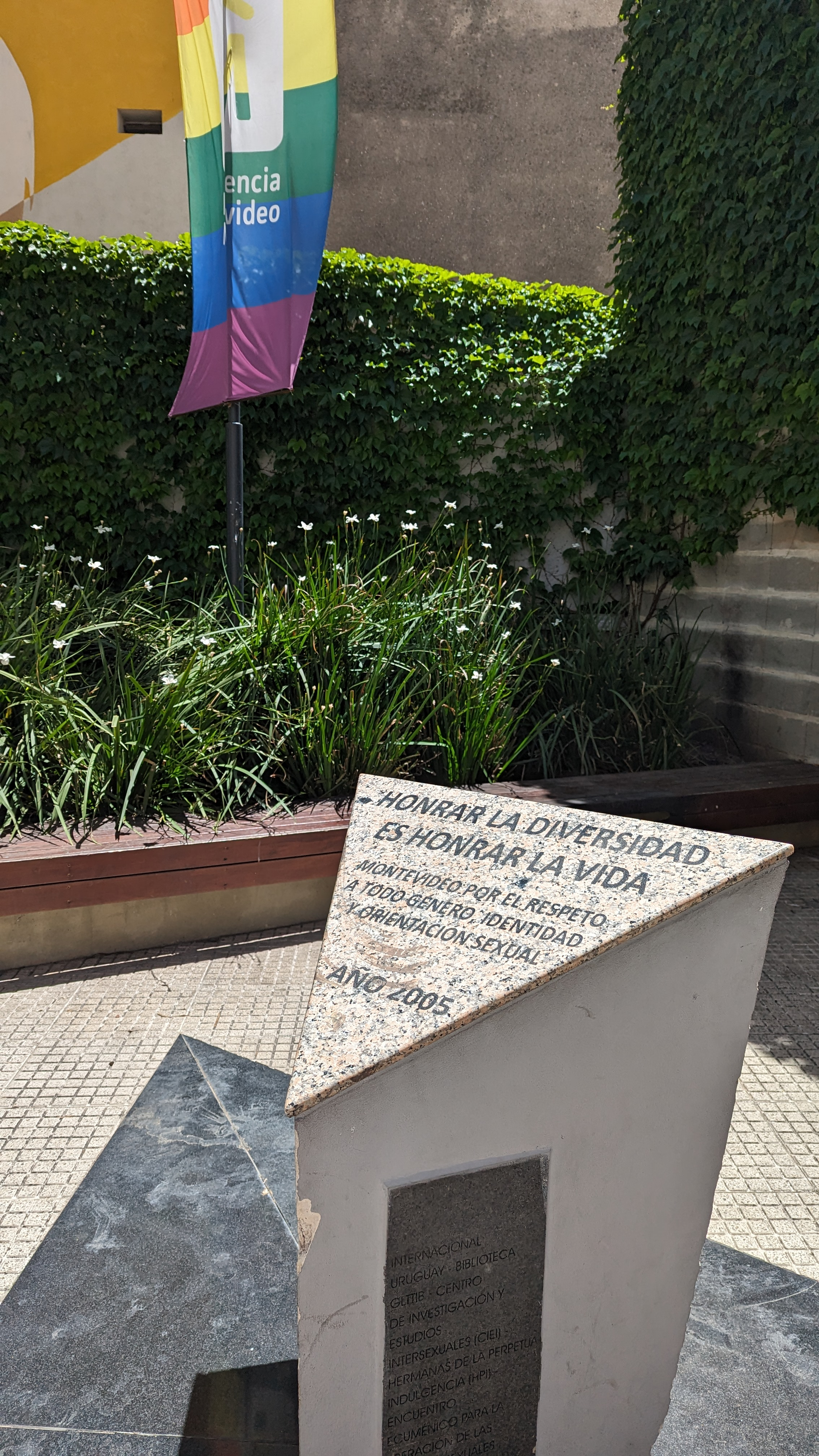
Photographie du monolithe de Plaza de la Diversidad Sexual, honorant le respect de tous les genres, identités et orientations sexuelles.

La Plaza de la Diversidad Sexual est située dans la vieille ville, au bout du passage de la Policía Vieja entre les rues Sarandí et Bartolomé Mitre. Le monolithe allégorique triangulaire mesure environ un mètre de haut. Sur sa base supérieure inclinée se trouve une plaque en forme de triangle équilatéral inversé, à la manière des triangles roses et noirs par les femmes et hommes homosexuels sous le régime nazi, un fait auquel fait également allusion le marbre rose et noir veiné dont est faite la plaque.
Le monument obliquement tronqué repose sur un triangle noir. Il porte l'inscription: « Honrar la diversidad es honrar la vida : Montevideo por el respeto a todo género, identidad y orientación sexual » (« Honorer la diversité, c'est honorer la vie : Montevideo pour le respect de tous les genres, identités et orientations sexuelles »).

## Inauguration
L’ancien ministre et maire de Montevideo, Mariano Arana, inaugure le monument le 2 février 2004, en présence des groupes LGBT et de défense des droits de l'homme à l'origine de cette initiative, ainsi que d'intellectuels et d'artistes tels que l'écrivain Eduardo Galeano et la chanteuse Arlett Fernández.
Le monolithe de la Plaza de la Diversidad Sexual est le premier monument d'Amérique du Sud dédié à la diversité sexuelle et de genre, et Montevideo devient la quatrième ville du monde à disposer d'une place dédiée à la diversité sexuelle.